# 内閣総理大臣の一覧
内閣総理大臣の一覧（ないかくそうりだいじんのいちらん）は、日本の行政府の長または内閣の首長である内閣総理大臣を務めた人物の一覧である。基本的に与党の党首から輩出され、連立政権などの場合は最大議席数の党の党首が首班に指名されることが多い。また、現職は衆議院議員、自由民主党総裁の石破茂（2024年11月11日就任）。
日本の歴代内閣の一覧については、「日本国歴代内閣」を参照。

## 1873年から1885年まで

### 内務卿
内務卿は、明治時代に存在した太政官制に基づく卿であり、首相職が存在する前の事実上の首相格であった。
| 代  | 内務卿     | 内務卿 | 所属政党            | 在任期間                                                | 在任期間    | 備考                         |
| --- | ---------- | ------ | ------------------- | ------------------------------------------------------- | ----------- | ---------------------------- |
| 001 | 大久保利通 |        | 無所属 （藩閥政権） | 1873年（明治6年）11月29日 - 1874年（明治7年）2月4日     | 67日        | 第3・5代内務卿               |
| 002 | 木戸孝允   |        | 無所属 （藩閥政権） | 1874年（明治7年）2月14日 - 1874年（明治7年）4月27日     | 72日        |                              |
| 003 | 大久保利通 |        | 藩閥 （旧薩摩藩）   | 1874年（明7）4月27日 - 1874年（明治7年）8月2日          | 97日        | 初・5代内務卿                |
| 004 | 伊藤博文   |        | 無所属 （藩閥政権） | 1874年（明治7年）8月2日 - 1874年（明治7年）11月28日     | 118日       | 第6代内務卿                  |
| 005 | 大久保利通 |        | 無所属 （藩閥政権） | 1874年（明治7年）11月28日 - 1878年（明治11年）5月14日   | 3年 + 167日 | 初・3代内務卿在任中に死去    |
| 006 | 伊藤博文   |        | 無所属 （藩閥政権） | 1878年（明治11年）5月15日 - 1880年（明治13年）2月28日   | 1年 + 289日 | 第4代内務卿                  |
| 007 | 松方正義   |        | 無所属 （藩閥政権） | 1880年（明治13年）2月28日 - 1881年（明治14年）10月21日  | 1年 + 235日 |                              |
| 008 | 山田顕義   |        | 無所属 （藩閥政権） | 1881年（明治14年）10月21日 - 1883年（明治16年）12月12日 | 2年 + 52日  |                              |
| 009 | 山縣有朋   |        | 無所属 （藩閥政権） | 1883年（明治16年）12月12日 - 1885年（明治18年）12月22日 | 2年 + 10日  | 内閣総理大臣の発足に伴い廃止 |

## 内閣総理大臣の一覧
| 無所属 憲政党・立憲同志会 立憲政友会 憲政会 立憲民政党 大政翼賛会 日本進歩党 日本自由党 (1945年 - 1948年)・民主自由党・自由党 (1950年 - 1955年) 日本民主党 自由民主党 日本社会党 日本新党 新生党 民主党 (1947年 - 1950年)・民主党 (1998年 - 2016年) |

内閣総理大臣官邸が公表している内閣総理大臣一覧表に基づく。
| 代                                     | 人数                                   | 内閣総理大臣                           | 肖像                                   | 内閣                                                          | 在任期間                               | 在任期間                               | 在任期間                                                 | 備考 | 任命天皇                                | 出典                                   |                                        |
| 代                                     | 人数                                   | 内閣総理大臣                           | 肖像                                   | 内閣                                                          | 在任日数                               | 在任期間                               | 通算期間                                                 | 備考 | 任命天皇                                | 出典                                   |                                        |
| 内閣職権、内閣官制に基づく内閣総理大臣 | 内閣職権、内閣官制に基づく内閣総理大臣 | 内閣職権、内閣官制に基づく内閣総理大臣 | 内閣職権、内閣官制に基づく内閣総理大臣 | 内閣職権、内閣官制に基づく内閣総理大臣                        | 内閣職権、内閣官制に基づく内閣総理大臣 | 内閣職権、内閣官制に基づく内閣総理大臣 | 内閣職権、内閣官制に基づく内閣総理大臣                   | 内閣職権、内閣官制に基づく内閣総理大臣 | 内閣職権、内閣官制に基づく内閣総理大臣  | 内閣職権、内閣官制に基づく内閣総理大臣 | 内閣職権、内閣官制に基づく内閣総理大臣 |
| 明治時代（1868年 - 1912年）            | 明治時代（1868年 - 1912年）            | 明治時代（1868年 - 1912年）            | 明治時代（1868年 - 1912年）            | 明治時代（1868年 - 1912年）                                   | 明治時代（1868年 - 1912年）            | 明治時代（1868年 - 1912年）            | 明治時代（1868年 - 1912年）                              | 明治時代（1868年 - 1912年） | 明治時代（1868年 - 1912年）             | 明治時代（1868年 - 1912年）            | 明治時代（1868年 - 1912年）            |
| -------------------------------------- | -------------------------------------- | -------------------------------------- | -------------------------------------- | ------------------------------------------------------------- | -------------------------------------- | -------------------------------------- | -------------------------------------------------------- | --- | --------------------------------------- | -------------------------------------- | -------------------------------------- |
| 001                                    | 1                                      | 伊藤博文                               | 伊藤博文                               | 第1次伊藤内閣                                                 | 1885年12月22日- 1888年4月30日          | 861日                                  | 861日                                                    | - 藩閥政権 - 長州藩 - 枢密院議長就任のため辞任 | 明治天皇 (1867年1月9日-1912年7月30日)   | -                                      |                                        |
| 002                                    | 2                                      | 黑田清隆                               | 黒田清隆                               | 黑田内閣                                                      | 1888年4月30日- 1889年10月25日          | 544日                                  | 544日                                                    | - 藩閥政権 - 薩摩藩 - 条約改正交渉反対運動で辞任 | 明治天皇 (1867年1月9日-1912年7月30日)   | [ 4 ]                                  |                                        |
| 0－                                    |                                        | 三條實美                               | 三條実美                               | 三條暫定内閣                                                  | 1889年10月25日- 1889年12月24日         | (60日)                                 | －                                                       | - 藩閥政権 - 公家 - 内閣総理大臣兼任（内大臣） | 明治天皇 (1867年1月9日-1912年7月30日)   | [ 5 ]                                  |                                        |
| 003                                    | 3                                      | 山縣有朋                               | 山縣有朋                               | 第1次山縣内閣                                                 | 1889年12月24日- 1891年5月6日           | 499日                                  | 499日                                                    | - 藩閥政権 - 長州藩 - 衆議院総選挙（第1回） - 第1回帝国議会会期終了後に辞任 | 明治天皇 (1867年1月9日-1912年7月30日)   | [ 6 ]                                  |                                        |
| 004                                    | 4                                      | 松方正義                               | 松方正義                               | 第1次松方内閣                                                 | 1891年5月6日- 1892年8月8日             | 461日                                  | 461日                                                    | - 藩閥政権 - 薩摩藩 - 衆議院解散（第2回） - 選挙干渉追及により辞任 | 明治天皇 (1867年1月9日-1912年7月30日)   | [ 7 ]                                  |                                        |
| 005                                    | (1)                                    | 伊藤博文                               | 伊藤博文                               | 第2次伊藤内閣                                                 | 1892年8月8日- 1896年8月31日            | 1485日                                 | 2346日                                                   | - 藩閥政権（自由党協力） - 長州藩 - 衆議院解散（第3回） - 衆議院解散（第4回） - 閣内不一致により辞任 | 明治天皇 (1867年1月9日-1912年7月30日)   | [ 8 ]                                  |                                        |
| 0－                                    |                                        | 黑田清隆                               | 黒田清隆                               | 第2次伊藤内閣                                                 | (1896年8月31日- 1896年9月18日)         | (18日)                                 | 544日                                                    | - 藩閥政権 - 薩摩藩 - 内閣総理大臣臨時兼任（枢密院議長） | 明治天皇 (1867年1月9日-1912年7月30日)   |                                        |                                        |
| 006                                    | (4)                                    | 松方正義                               | 松方正義                               | 第2次松方内閣                                                 | 1896年9月18日- 1898年1月12日           | 0482日                                 | 0943日                                                   | - 藩閥政権（進歩党協力） - 薩摩藩 - 地租増徴で対立し辞任 | 明治天皇 (1867年1月9日-1912年7月30日)   | [ 7 ]                                  |                                        |
| 007                                    | (1)                                    | 伊藤博文                               | 伊藤博文                               | 第3次伊藤内閣                                                 | 1898年1月12日- 1898年6月30日           | 170日                                  | 2516日                                                   | - 藩閥政権 - 長州藩 - 衆議院解散（第5回） - 新党結成に関する元老間の不一致により辞任 | 明治天皇 (1867年1月9日-1912年7月30日)   | [ 8 ]                                  |                                        |
| 008                                    | 5                                      | 大隈重信                               | 大隈重信                               | 第1次大隈内閣                                                 | 1898年6月30日- 1898年11月8日           | 132日                                  | 132日                                                    | - 憲政党政権 - 憲政党総裁 - 衆議院解散（第6回） - 憲政党と憲政本党分裂により辞任 | 明治天皇 (1867年1月9日-1912年7月30日)   | [ 9 ]                                  |                                        |
| 009                                    | (3)                                    | 山縣有朋                               | 山縣有朋                               | 第2次山縣内閣                                                 | 1898年11月8日- 1900年10月19日          | 711日                                  | 1210日                                                   | - 藩閥政権 - 長州藩 - 第14回帝国議会終了後に辞任 | 明治天皇 (1867年1月9日-1912年7月30日)   | [ 6 ]                                  |                                        |
| 010                                    | (1)                                    | 伊藤博文                               | 伊藤博文                               | 第4次伊藤内閣                                                 | 1900年10月19日- 1901年5月10日          | 204日                                  | 2720日                                                   | - 立憲政友会政権 - 立憲政友党総裁 - 予算問題の閣内不一致により辞任 | 明治天皇 (1867年1月9日-1912年7月30日)   | [ 8 ]                                  |                                        |
| 0－                                    |                                        | 西園寺公望                             | 西園寺公望                             | 第4次伊藤内閣                                                 | 1901年5月10日- 1901年6月2日            | (23日)                                 | －                                                       | 内閣総理大臣臨時兼任（枢密院議長） 桂園時代の始まり | 明治天皇 (1867年1月9日-1912年7月30日)   |                                        |                                        |
| 011                                    | 6                                      | 桂太郎                                 | 桂太郎                                 | 第1次桂内閣                                                   | 1901年6月2日- 1906年1月7日             | 1681日                                 | 1681日                                                   | - 日英同盟 - 日露戦争とポーツマス条約 - 桂・タフト協定 - 衆議院任期満了（第7回） - 衆議院解散（第8回・第9回） - 日比谷焼き討ち事件等騒擾事件により辞職                                                         | 明治天皇 (1867年1月9日-1912年7月30日)   | -                                      |                                        |
| 012                                    | 7                                      | 西園寺公望                             | 西園寺公望                             | 第1次西園寺内閣                                               | 1906年1月7日- 1908年7月14日            | 920日                                  | 920日                                                    | - 立憲政友会総裁 - 第一次～第三次日韓協約 - 衆議院任期満了（第10回） - 財政問題を巡る元老との対立で辞職 | 明治天皇 (1867年1月9日-1912年7月30日)   | [ 12 ]                                 |                                        |
| 013                                    | (6)                                    | 桂太郎                                 | 桂太郎                                 | 第2次桂内閣                                                   | 1908年7月14日- 1911年8月30日           | 1143日                                 | 2824日                                                   | - 戊申詔書・地方改良運動 - 韓国併合（日本の朝鮮領有） - 恩賜財団済生会設立 - 工場法制定 - 人心低下による閣内不一致により辞任                                                                                   | 明治天皇 (1867年1月9日-1912年7月30日)   | [ 11 ]                                 |                                        |
| 014                                    | (7)                                    | 西園寺公望                             | 西園寺公望                             | 第2次西園寺内閣                                               | 1911年8月30日- 1912年12月21日          | 480日                                  | 1400日                                                   | - 立憲政友会総裁行財政整理 - 第122代明治天皇大喪の礼 - 衆議院任期満了（第11回） - 2個師団増設案を巡る陸軍との対立により辞任                                                                                    | 明治天皇 (1867年1月9日-1912年7月30日)   | [ 12 ]                                 |                                        |
| 大正時代（1912年 - 1926年）            |                                        |                                        |                                        |                                                               |                                        |                                        |                                                          | |                                         |                                        |                                        |
| 015                                    | (6)                                    | 桂太郎                                 | 桂太郎                                 | 第3次桂内閣                                                   | 1912年12月21日- 1913年2月20日          | 62日                                   | 2886日                                                   | - 立憲同志会結党 - 憲政擁護運動により辞任 - 桂園時代の終わり | 大正天皇 (1912年7月30日-1926年12月25日) | [ 11 ]                                 |                                        |
| 016                                    | 8                                      | 山本權兵衞                             | 山本権兵衛                             | 第1次山本内閣                                                 | 1913年2月20日- 1914年4月16日           | 421日                                  | 421日                                                    | - 立憲政友会と連携の内閣 - シーメンス事件により辞任 | 大正天皇 (1912年7月30日-1926年12月25日) | [ 13 ]                                 |                                        |
| 017                                    | (5)                                    | 大隈重信                               | 大隈重信                               | 第2次大隈内閣                                                 | 1914年4月16日- 1916年10月9日           | 908日                                  | 1040日                                                   | - 立憲同志会総裁 - 第一次世界大戦参戦 - 対華21カ条要求 - 第123代大正天皇即位の礼 - 衆議院解散（第12回） - 三党首会談等の倒閣運動により辞任                                                                     | 大正天皇 (1912年7月30日-1926年12月25日) | [ 9 ]                                  |                                        |
| 018                                    | 9                                      | 寺内正毅                               | 寺内正毅                               | 寺内内閣                                                      | 1916年10月9日- 1918年9月29日           | 721日                                  | 721日                                                    | - シベリア出兵 - 日支共同防敵軍事協定 - 衆議院解散（第13回） - 米騒動により引責辞任 | 大正天皇 (1912年7月30日-1926年12月25日) | [ 14 ]                                 |                                        |
| 019                                    | 10                                     | 原敬                                   | 原敬                                   | 原内閣                                                        | 1918年9月29日- 1921年11月4日           | 1133日                                 | 1133日                                                   | - 立憲政友会総裁 - 衆議院議員選挙法改正で選挙権資格引き下げ - 衆議院解散（第14回） - 在任中に暗殺 | 大正天皇 (1912年7月30日-1926年12月25日) | [ 15 ]                                 |                                        |
| 0－                                    |                                        | 内田康哉                               | 内田康哉                               | 原内閣                                                        | 1921年11月4日- 1921年11月13日          | (9日)                                  | －                                                       | - 内閣総理大臣臨時兼任（外務大臣） | 大正天皇 (1912年7月30日-1926年12月25日) |                                        |                                        |
| 020                                    | 11                                     | 高橋是清                               | 高橋是清                               | 高橋内閣                                                      | 1921年11月13日- 1922年6月12日          | 212日                                  | 212日                                                    | - 立憲政友会総裁 - 閣内不一致により辞任 | 大正天皇 (1912年7月30日-1926年12月25日) | [ 16 ]                                 |                                        |
| 021                                    | 12                                     | 加藤友三郎                             | 加藤友三郎                             | 加藤内閣                                                      | 1922年6月12日- 1923年8月24日           | 439日                                  | 439日                                                    | - 立憲政友会が閣外協力 - シベリア撤兵 - 山梨軍縮 - 在任中に病死 | 大正天皇 (1912年7月30日-1926年12月25日) | [ 17 ]                                 |                                        |
| 0－                                    |                                        | 内田康哉                               | 内田康哉                               | 加藤内閣                                                      | 1923年8月24日- 1923年9月2日            | (9日)                                  | －                                                       | 加藤の死去に伴う臨時兼任（外務大臣） | 大正天皇 (1912年7月30日-1926年12月25日) |                                        |                                        |
| 022                                    | (8)                                    | 山本權兵衞                             | 山本権兵衛                             | 第2次山本内閣                                                 | 1923年9月2日- 1924年1月7日             | 128日                                  | 549日                                                    | - 関東大震災復興諸対策 - 虎ノ門事件により引責辞任 | 大正天皇 (1912年7月30日-1926年12月25日) | [ 13 ]                                 |                                        |
| 023                                    | 13                                     | 清浦奎吾                               | 清浦奎吾                               | 清浦内閣                                                      | 1924年1月7日- 1924年6月11日            | 157日                                  | 157日                                                    | - 貴族院議員中心の内閣 - 第二次護憲運動での衆議院解散（第15回） - 護憲三派に敗北して退陣 | 大正天皇 (1912年7月30日-1926年12月25日) | [ 18 ]                                 |                                        |
| 024                                    | 14                                     | 加藤高明                               | 加藤高明                               | 加藤内閣                                                      | 1924年6月11日- 1926年1月28日           | 597日                                  | 597日                                                    | - 憲政会総裁。護憲三派連立内閣 - 憲政の常道確立 - 25歳以上男子普通選挙法制定 - 治安維持法制定 - 在任中に病死                                                                                                   | 大正天皇 (1912年7月30日-1926年12月25日) | [ 19 ]                                 |                                        |
| 0－                                    |                                        | 若槻禮次郎                             | 若槻禮次郎                             | 加藤内閣                                                      | 1926年1月28日- 1926年1月30日           | (2日)                                  | －                                                       | 加藤の死去に伴う臨時兼任（内務大臣） | 大正天皇 (1912年7月30日-1926年12月25日) |                                        |                                        |
| 025                                    | 15                                     | 若槻禮次郎                             | 若槻禮次郎                             | 第1次若槻内閣                                                 | 1926年1月30日- 1927年4月20日           | 446日                                  | 446日                                                    | - 憲政会総裁 - 幣原外交など協調外交 - 第123代大正天皇大喪の礼 - 台湾銀行救済の緊急勅令案の枢密院否決により辞任                                                                                                 | 大正天皇 (1912年7月30日-1926年12月25日) | [ 20 ]                                 |                                        |
| 昭和時代（1926年 - 1989年）            |                                        |                                        |                                        |                                                               |                                        |                                        |                                                          | |                                         |                                        |                                        |
| 026                                    | 16                                     | 田中義一                               | 田中義一                               | 田中内閣                                                      | 1927年4月20日- 1929年7月2日            | 805日                                  | 805日                                                    | - 立憲政友会政権 - 立憲政友会総裁 - 衆議院解散（第16回） - 張作霖爆殺事件処理の引責辞任 | 昭和天皇 (1926年12月25日-1989年1月7日)  | [ 21 ]                                 |                                        |
| 027                                    | 17                                     | 濱口雄幸                               | 濱口雄幸                               | 濱口内閣                                                      | 1929年7月2日- 1931年4月14日            | 652日                                  | 652日                                                    | - 立憲民政党政権 - 立憲民政党総裁 - ロンドン海軍軍縮条約締結 - 在任中に遭難 - 執務不能により外務大臣幣原喜重郎が臨時代理 (1930年11月14日 - 1931年3月9日) - 衆議院解散（第17回） - 銃撃による症状悪化を受け辞任 | 昭和天皇 (1926年12月25日-1989年1月7日)  | [ 22 ]                                 |                                        |
| 0-                                     |                                        | 幣原喜重郎                             | 幣原喜重郎                             | 濱口内閣                                                      | 1930年11月14日- 1931年3月10日          | (115日)                                | －                                                       | - 立憲民政党政権 - 内閣総理大臣臨時代理 （外務大臣） | 昭和天皇 (1926年12月25日-1989年1月7日)  |                                        |                                        |
| 028                                    | (15)                                   | 若槻禮次郎                             | 若槻禮次郎                             | 第2次若槻内閣                                                 | 1931年4月14日- 1931年12月13日          | 244日                                  | 690日                                                    | - 立憲民政党総裁 - 挙国一致内閣論が強まり辞職 | 昭和天皇 (1926年12月25日-1989年1月7日)  | [ 20 ]                                 |                                        |
| 029                                    | 18                                     | 犬養毅                                 | 犬養毅                                 | 犬養内閣                                                      | 1931年12月13日- 1932年5月16日          | 156日                                  | 156日                                                    | - 立憲政友会総裁 - 金本位制を離脱し管理通貨制度へ移行 - 衆議院解散（第18回） - 在任中に暗殺 | 昭和天皇 (1926年12月25日-1989年1月7日)  | [ 23 ]                                 |                                        |
| 0－                                    |                                        | 高橋是清                               | 高橋是清                               | 犬養内閣                                                      | 1932年5月16日- 1932年5月26日           | (10日)                                 | －                                                       | 犬養の死去に伴う臨時兼任（大蔵大臣） | 昭和天皇 (1926年12月25日-1989年1月7日)  |                                        |                                        |
| 030                                    | 19                                     | 齋藤實                                 | 齋藤実                                 | 齋藤内閣                                                      | 1932年5月26日- 1934年7月8日            | 774日                                  | 774日                                                    | - 挙国一致内閣 - 日満議定書で満洲国承認 - 国際連盟脱退 - 帝人事件により引責辞任 | 昭和天皇 (1926年12月25日-1989年1月7日)  | [ 24 ]                                 |                                        |
| 031                                    | 20                                     | 岡田啓介                               | 岡田啓介                               | 岡田内閣                                                      | 1934年7月8日- 1936年3月9日             | 611日                                  | 611日                                                    | - 挙国一致内閣（後に立憲政友会が離脱） - 重臣会議の推挙による初の首相 - 衆議院解散（第19回） - 二・二六事件により辞任 - 消息不明により内務大臣後藤文夫が臨時代理 (1936年2月26日 - 2月29日)                     | 昭和天皇 (1926年12月25日-1989年1月7日)  | [ 25 ]                                 |                                        |
| 032                                    | 21                                     | 廣田弘毅                               | 廣田弘毅                               | 廣田内閣                                                      | 1936年3月9日- 1937年2月2日             | 331日                                  | 331日                                                    | - 挙国一致内閣 - 日独伊防共協定 - 腹切り問答を巡る軍と政党の対立により辞任 | 昭和天皇 (1926年12月25日-1989年1月7日)  | [ 26 ]                                 |                                        |
| 033                                    | 22                                     | 林銑十郎                               | 林銑十郎                               | 林内閣                                                        | 1937年2月2日- 1937年6月4日             | 123日                                  | 123日                                                    | - 昭和会、国民同盟閣外協力 - 食い逃げ解散：衆議院解散（第20回） - 衆院選敗北により辞任 | 昭和天皇 (1926年12月25日-1989年1月7日)  | [ 27 ]                                 |                                        |
| 034                                    | 23                                     | 近衞文麿                               | 近衞文麿                               | 第1次近衞内閣                                                 | 1937年6月4日- 1939年1月5日             | 581日                                  | 581日                                                    | - 挙国一致内閣 - 盧溝橋事件後不拡大方針表明も日中戦争(支那事変) - 国家総動員法など国家総力戦体制構築 - 日独軍事同盟締結に関して陸軍と対立し、辞任                                                              | 昭和天皇 (1926年12月25日-1989年1月7日)  | [ 28 ]                                 |                                        |
| 035                                    | 24                                     | 平沼騏一郎                             | 平沼騏一郎                             | 平沼内閣                                                      | 1939年1月5日- 1939年8月30日            | 238日                                  | 238日                                                    | - 挙国一致内閣 - 独ソ不可侵条約を受けて辞任 | 昭和天皇 (1926年12月25日-1989年1月7日)  | [ 29 ]                                 |                                        |
| 036                                    | 25                                     | 阿部信行                               | 阿部信行                               | 阿部内閣                                                      | 1939年8月30日- 1940年1月16日           | 140日                                  | 140日                                                    | - 挙国一致内閣 - 米価引上の混乱により辞任 | 昭和天皇 (1926年12月25日-1989年1月7日)  | [ 30 ]                                 |                                        |
| 037                                    | 26                                     | 米内光政                               | 米内光政                               | 米内内閣                                                      | 1940年1月16日- 1940年7月22日           | 189日                                  | 189日                                                    | - 挙国一致内閣 - 陸軍との対立により辞任 | 昭和天皇 (1926年12月25日-1989年1月7日)  | [ 31 ]                                 |                                        |
| 038                                    | (23)                                   | 近衞文麿                               | 近衞文麿                               | 第2次近衞内閣                                                 | 1940年7月22日- 1941年7月18日           | 362日                                  | 943日                                                    | - 挙国一致内閣 - 大政翼賛会総裁 - 内閣改造のため辞任 | 昭和天皇 (1926年12月25日-1989年1月7日)  | [ 28 ]                                 |                                        |
| 039                                    | (23)                                   | 近衞文麿                               | 近衞文麿                               | 第3次近衞内閣                                                 | 1941年7月18日- 1941年10月18日          | 93日                                   | 1035日                                                   | - 挙国一致内閣 - 大政翼賛会総裁 - 閣内不一致のため辞任 | 昭和天皇 (1926年12月25日-1989年1月7日)  | [ 28 ]                                 |                                        |
| 040                                    | 27                                     | 東條英機                               | 東條英機                               | 東條内閣                                                      | 1941年10月18日- 1944年7月22日          | 1009日                                 | 1009日                                                   | - 挙国一致内閣 - 大政翼賛会総裁 - 衆議院任期満了（第21回） - サイパン島陥落により辞任 | 昭和天皇 (1926年12月25日-1989年1月7日)  | -                                      |                                        |
| 041                                    | 28                                     | 小磯國昭                               | 小磯國昭                               | 小磯内閣                                                      | 1944年7月22日- 1945年4月7日            | 260日                                  | 260日                                                    | - 挙国一致内閣 - 大政翼賛会総裁 - 閣内不一致のため辞任 | 昭和天皇 (1926年12月25日-1989年1月7日)  | [ 33 ]                                 |                                        |
| 042                                    | 29                                     | 鈴木貫太郎                             | 鈴木貫太郎                             | 鈴木内閣                                                      | 1945年4月7日- 1945年8月17日            | 133日                                  | 133日                                                    | - 挙国一致内閣 - 大政翼賛会総裁 - ポツダム宣言受諾（日本の降伏）に伴い辞任 | 昭和天皇 (1926年12月25日-1989年1月7日)  | [ 34 ]                                 |                                        |
| 043                                    | 30                                     | 東久邇宮稔彦王                         | 東久邇宮稔彦王                         | 東久邇宮内閣                                                  | 1945年8月17日- 1945年10月9日           | 54日                                   | 54日                                                     | - 主権喪失下（連合国軍占領下） - 挙国一致内閣 （皇族内閣） - GHQ指令を拒否し辞任 | 昭和天皇 (1926年12月25日-1989年1月7日)  | [ 35 ]                                 |                                        |
| 044                                    | 31                                     | 幣原喜重郎                             | 幣原喜重郎                             | 幣原内閣                                                      | 1945年10月9日- 1946年5月22日           | 226日                                  | 226日                                                    | - 主権喪失下（連合国軍占領下） - 挙国一致内閣 - 日本進歩党総裁 - 衆議院解散（第22回） - 衆院選の結果を受け辞任                                                                                                 | 昭和天皇 (1926年12月25日-1989年1月7日)  | [ 36 ]                                 |                                        |
| 045                                    | 32                                     | 吉田茂                                 | 吉田茂                                 | 第1次吉田内閣                                                 | 1946年5月22日- 1947年5月24日           | 368日                                  | 368日                                                    | - 主権喪失下（連合国軍占領下） - 日本自由党政権 - 日本自由党総裁 - 衆議院解散（第23回） - 衆院選敗北により辞任                                                                                                 | 昭和天皇 (1926年12月25日-1989年1月7日)  | [ 37 ]                                 |                                        |
| 日本国憲法、内閣法に基づく内閣総理大臣 |                                        |                                        |                                        |                                                               |                                        |                                        |                                                          | |                                         |                                        |                                        |
| 046                                    | 33                                     | 片山哲                                 | 片山哲                                 | 片山内閣                                                      | 1947年5月24日- 1948年3月10日           | 292日                                  | 292日                                                    | - 主権喪失下（連合国軍占領下） - 社会・民主・国協連立政権 （日本社会党、民主党、国民協同党） - 日本社会党委員長 - 社会党の党内対立により辞任                                                                   | 昭和天皇 (1926年12月25日-1989年1月7日)  | [ 38 ]                                 |                                        |
| 047                                    | 34                                     | 芦田均                                 | 芦田均                                 | 芦田内閣                                                      | 1948年3月10日- 1948年10月15日          | 220日                                  | 220日                                                    | - 主権喪失下（連合国軍占領下） - 社会・民主・国協連立政権 （日本社会党、民主党、国民協同党） - 民主党総裁 - 昭電疑獄事件により辞任                                                                             | 昭和天皇 (1926年12月25日-1989年1月7日)  | -                                      |                                        |
| 048                                    | (32)                                   | 吉田茂                                 | 吉田茂                                 | 第2次吉田内閣                                                 | 1948年10月15日- 1949年2月16日          | 125日                                  | 493日                                                    | - 主権喪失下（連合国軍占領下） - 民主自由党政権 - 民主自由党総裁 - 衆議院解散（第24回） | 昭和天皇 (1926年12月25日-1989年1月7日)  | [ 37 ]                                 |                                        |
| 049                                    | (32)                                   | 吉田茂                                 | 吉田茂                                 | 第3次吉田内閣 - 第1次改造内閣 - 第2次改造内閣 - 第3次改造内閣 | 1949年2月16日- 1952年10月30日          | 1353日                                 | 1845日                                                   | - 主権喪失下（連合国軍占領下）：1952年4月28日の平和条約発効まで - 民自・民主連立政権 （民主自由党、民主党連立派） →自由党政権 - 民主自由党総裁→自由党総裁 - 衆議院解散（第25回）                               | 昭和天皇 (1926年12月25日-1989年1月7日)  | [ 37 ]                                 |                                        |
| 050                                    | (32)                                   | 吉田茂                                 | 吉田茂                                 | 第4次吉田内閣                                                 | 1952年10月30日- 1953年5月21日          | 204日                                  | 2048日                                                   | - 自由党政権 - 自由党総裁 - 衆議院解散（第26回） | 昭和天皇 (1926年12月25日-1989年1月7日)  | [ 37 ]                                 |                                        |
| 051                                    | (32)                                   | 吉田茂                                 | 吉田茂                                 | 第5次吉田内閣                                                 | 1953年5月21日- 1954年12月10日          | 569日                                  | 2616日                                                   | - 自由党政権 - 自由党総裁 - 造船疑獄により辞任 | 昭和天皇 (1926年12月25日-1989年1月7日)  | [ 37 ]                                 |                                        |
| 052                                    | 35                                     | 鳩山一郎                               | 鳩山一郎                               | 第1次鳩山内閣                                                 | 1954年12月10日- 1955年3月19日          | 100日                                  | 100日                                                    | - 日本民主党政権 - 日本民主党総裁 - 衆議院解散（第27回） | 昭和天皇 (1926年12月25日-1989年1月7日)  | [ 41 ]                                 |                                        |
| 053                                    | 35                                     | 鳩山一郎                               | 鳩山一郎                               | 第2次鳩山内閣                                                 | 1955年3月19日- 1955年11月22日          | 249日                                  | 348日                                                    | - 日本民主党政権→自由民主党政権 - 日本民主党総裁→自由民主党総裁代行委員 - 自由民主党結成を受け辞任 | 昭和天皇 (1926年12月25日-1989年1月7日)  | [ 41 ]                                 |                                        |
| 054                                    | 35                                     | 鳩山一郎                               | 鳩山一郎                               | 第3次鳩山内閣                                                 | 1955年11月22日- 1956年12月23日         | 398日                                  | 745日                                                    | - 自由民主党政権 - 自由民主党総裁代行委員→自由民主党総裁 - 日ソ国交回復を花道に辞任 | 昭和天皇 (1926年12月25日-1989年1月7日)  | [ 41 ]                                 |                                        |
| 055                                    | 36                                     | 石橋湛山                               | 石橋湛山                               | 石橋内閣                                                      | 1956年12月23日- 1957年2月25日          | 65日                                   | 65日                                                     | - 自由民主党政権 - 自由民主党総裁 - 病気のため辞任 | 昭和天皇 (1926年12月25日-1989年1月7日)  | [ 42 ]                                 |                                        |
| 056                                    | 37                                     | 岸信介                                 | 岸信介                                 | 第1次岸内閣 - 改造内閣                                        | 1957年2月25日- 1958年6月12日           | 473日                                  | 473日                                                    | - 自由民主党政権 - 自由民主党総裁 - 衆議院解散（第28回） | 昭和天皇 (1926年12月25日-1989年1月7日)  | [ 43 ]                                 |                                        |
| 057                                    | 37                                     | 岸信介                                 | 岸信介                                 | 第2次岸内閣 - 改造内閣                                        | 1958年6月12日- 1960年7月19日           | 769日                                  | 1241日                                                   | - 自由民主党政権 - 自由民主党総裁 - 日米安保条約承認に伴う辞任 | 昭和天皇 (1926年12月25日-1989年1月7日)  | [ 43 ]                                 |                                        |
| 058                                    | 38                                     | 池田勇人                               | 池田勇人                               | 第1次池田内閣                                                 | 1960年7月19日- 1960年12月8日           | 143日                                  | 143日                                                    | - 自由民主党政権 - 自由民主党総裁 - 衆議院解散（第29回） | 昭和天皇 (1926年12月25日-1989年1月7日)  | [ 44 ]                                 |                                        |
| 059                                    | 38                                     | 池田勇人                               | 池田勇人                               | 第2次池田内閣 - 第1次改造内閣 - 第2次改造内閣 - 第3次改造内閣 | 1960年12月8日- 1963年12月9日           | 1097日                                 | 1239日                                                   | - 自由民主党政権 - 自由民主党総裁 - 衆議院解散（第30回） | 昭和天皇 (1926年12月25日-1989年1月7日)  | [ 44 ]                                 |                                        |
| 060                                    | 38                                     | 池田勇人                               | 池田勇人                               | 第3次池田内閣 - 改造内閣                                      | 1963年12月9日- 1964年11月9日           | 337日                                  | 1575日                                                   | - 自由民主党政権 - 自由民主党総裁 - 病気のため辞任 | 昭和天皇 (1926年12月25日-1989年1月7日)  | [ 44 ]                                 |                                        |
| 061                                    | 39                                     | 佐藤栄作                               | 佐藤栄作                               | 第1次佐藤内閣 - 第1次改造内閣 - 第2次改造内閣 - 第3次改造内閣 | 1964年11月9日- 1967年2月17日           | 831日                                  | 831日                                                    | - 自由民主党政権 - 自由民主党総裁 - 衆議院解散（第31回） | 昭和天皇 (1926年12月25日-1989年1月7日)  | -                                      |                                        |
| 062                                    | 39                                     | 佐藤栄作                               | 佐藤栄作                               | 第2次佐藤内閣 - 第1次改造内閣 - 第2次改造内閣                 | 1967年2月17日- 1970年1月14日           | 1063日                                 | 1893日                                                   | - 自由民主党政権 - 自由民主党総裁 - 衆議院解散（第32回） | 昭和天皇 (1926年12月25日-1989年1月7日)  | -                                      |                                        |
| 063                                    | 39                                     | 佐藤栄作                               | 佐藤栄作                               | 第3次佐藤内閣 - 改造内閣                                      | 1970年1月14日- 1972年7月7日            | 906日                                  | 2798日                                                   | - 自由民主党政権 - 自由民主党総裁 - 沖縄返還を花道に辞任 | 昭和天皇 (1926年12月25日-1989年1月7日)  | -                                      |                                        |
| 064                                    | 40                                     | 田中角栄                               | 田中角栄                               | 第1次田中内閣                                                 | 1972年7月7日- 1972年12月22日           | 169日                                  | 169日                                                    | - 自由民主党政権 - 自由民主党総裁 - 衆議院解散（第33回） | 昭和天皇 (1926年12月25日-1989年1月7日)  | [ 47 ]                                 |                                        |
| 065                                    | 40                                     | 田中角栄                               | 田中角栄                               | 第2次田中内閣 - 第1次改造内閣 - 第2次改造内閣                 | 1972年12月22日- 1974年12月9日          | 718日                                  | 886日                                                    | - 自由民主党政権 - 自由民主党総裁 - 田中金脈問題により辞任 | 昭和天皇 (1926年12月25日-1989年1月7日)  | [ 47 ]                                 |                                        |
| 066                                    | 41                                     | 三木武夫                               | 三木武夫                               | 三木内閣 - 改造内閣                                           | 1974年12月9日- 1976年12月24日          | 747日                                  | 747日                                                    | - 自由民主党政権 - 自由民主党総裁 - 衆議院任期満了（第34回） - 総選挙敗北・党内対立により辞任 | 昭和天皇 (1926年12月25日-1989年1月7日)  | [ 48 ]                                 |                                        |
| 067                                    | 42                                     | 福田赳夫                               | 福田赳夫                               | 福田内閣 - 改造内閣                                           | 1976年12月24日- 1978年12月7日          | 714日                                  | 714日                                                    | - 自由民主党政権 - 自由民主党総裁 - 総裁選敗北により辞任 | 昭和天皇 (1926年12月25日-1989年1月7日)  | [ 49 ]                                 |                                        |
| 068                                    | 43                                     | 大平正芳                               | 大平正芳                               | 第1次大平内閣                                                 | 1978年12月7日- 1979年11月9日           | 338日                                  | 338日                                                    | - 自由民主党政権 - 自由民主党総裁 - 衆議院解散（第35回） | 昭和天皇 (1926年12月25日-1989年1月7日)  | [ 50 ]                                 |                                        |
| 069                                    | 43                                     | 大平正芳                               | 大平正芳                               | 第2次大平内閣                                                 | 1979年11月9日- 1980年6月12日           | 217日                                  | 554日                                                    | - 自由民主党政権 - 自由民主党総裁 - 衆議院解散（第36回） - 在任中に死去 | 昭和天皇 (1926年12月25日-1989年1月7日)  | [ 50 ]                                 |                                        |
| 0－                                    |                                        | 伊東正義                               | 伊東正義                               | 第2次大平内閣                                                 | 1980年6月12日- 1980年7月17日           | (35日)                                 | －                                                       | - 自由民主党政権 - 内閣総理大臣臨時代理 （内閣官房長官） | 昭和天皇 (1926年12月25日-1989年1月7日)  |                                        |                                        |
| 070                                    | 44                                     | 鈴木善幸                               | 鈴木善幸                               | 鈴木内閣 - 改造内閣                                           | 1980年7月17日- 1982年11月27日          | 864日                                  | 864日                                                    | - 自由民主党政権 - 自由民主党総裁 - 総裁任期満了により退任 | 昭和天皇 (1926年12月25日-1989年1月7日)  | [ 51 ]                                 |                                        |
| 071                                    | 45                                     | 中曾根康弘                             | 中曽根康弘                             | 第1次中曾根内閣                                               | 1982年11月27日- 1983年12月27日         | 396日                                  | 396日                                                    | - 自由民主党政権 - 自由民主党総裁 - 衆議院解散（第37回） | 昭和天皇 (1926年12月25日-1989年1月7日)  | -                                      |                                        |
| 072                                    | 45                                     | 中曾根康弘                             | 中曽根康弘                             | 第2次中曾根内閣 - 第1次改造内閣 - 第2次改造内閣               | 1983年12月27日- 1986年7月22日          | 939日                                  | 1334日                                                   | - 自由民主党連立政権 （自由民主党、新自由クラブ） - 自由民主党総裁 - 衆議院解散（第38回） | 昭和天皇 (1926年12月25日-1989年1月7日)  | -                                      |                                        |
| 073                                    | 45                                     | 中曾根康弘                             | 中曽根康弘                             | 第3次中曾根内閣                                               | 1986年7月22日- 1987年11月6日           | 473日                                  | 1806日                                                   | - 自由民主党政権 - 自由民主党総裁 - 総裁任期満了により退任 | 昭和天皇 (1926年12月25日-1989年1月7日)  | -                                      |                                        |
| 074                                    | 46                                     | 竹下登                                 |                                        | 竹下内閣 - 改造内閣                                           | 1987年11月6日- 1989年6月3日            | 576日                                  | 576日                                                    | - 自由民主党政権 - 自由民主党総裁 - リクルート事件により辞任 | 昭和天皇 (1926年12月25日-1989年1月7日)  | [ 54 ]                                 |                                        |
| 平成時代（1989年 - 2019年）            |                                        |                                        |                                        |                                                               |                                        |                                        |                                                          | | 昭和天皇 (1926年12月25日-1989年1月7日)  |                                        |                                        |
| 075                                    | 47                                     | 宇野宗佑                               | 宇野宗佑                               | 宇野内閣                                                      | 1989年6月3日- 1989年8月10日            | 69日                                   | 69日                                                     | - 自由民主党政権 - 自由民主党総裁 - 女性スキャンダルにより辞任 | 明仁 (1989年1月7日-2019年4月30日)       | [ 55 ]                                 |                                        |
| 076                                    | 48                                     | 海部俊樹                               | 海部俊樹                               | 第1次海部内閣                                                 | 1989年8月10日- 1990年2月28日           | 203日                                  | 203日                                                    | - 自由民主党政権 - 自由民主党総裁 - 衆議院解散（第39回） | 明仁 (1989年1月7日-2019年4月30日)       | [ 56 ]                                 |                                        |
| 077                                    | 48                                     | 海部俊樹                               | 海部俊樹                               | 第2次海部内閣 - 改造内閣                                      | 1990年2月28日- 1991年11月5日           | 616日                                  | 818日                                                    | - 自由民主党政権 - 自由民主党総裁 - 党内対立により辞任 | 明仁 (1989年1月7日-2019年4月30日)       | [ 56 ]                                 |                                        |
| 078                                    | 49                                     | 宮澤喜一                               |                                        | 宮澤内閣 - 改造内閣                                           | 1991年11月5日- 1993年8月9日            | 644日                                  | 644日                                                    | - 自由民主党政権 - 自由民主党総裁 - 解散総選挙（第40回） - 衆院選敗北により辞任 | 明仁 (1989年1月7日-2019年4月30日)       | -                                      |                                        |
| 079                                    | 50                                     | 細川護熙                               | 細川護煕                               | 細川内閣                                                      | 1993年8月9日- 1994年4月28日            | 263日                                  | 263日                                                    | - 非自民・非共産連立政権 - 日本新党代表 - 東京佐川急便事件により辞任 | 明仁 (1989年1月7日-2019年4月30日)       | [ 59 ]                                 |                                        |
| 080                                    | 51                                     | 羽田孜                                 | 羽田孜                                 | 羽田内閣                                                      | 1994年4月28日- 1994年6月30日           | 64日                                   | 64日                                                     | - 非自民・非共産連立政権 - 新生党党首 - 内閣不信任不可避のため辞任 | 明仁 (1989年1月7日-2019年4月30日)       | [ 60 ]                                 |                                        |
| 081                                    | 52                                     | 村山富市                               | 村山富市                               | 村山内閣 - 改造内閣                                           | 1994年6月30日- 1996年1月11日           | 561日                                  | 561日                                                    | - 自社さ連立政権 - 日本社会党委員長 - 予算審議前に辞任 | 明仁 (1989年1月7日-2019年4月30日)       | [ 61 ]                                 |                                        |
| 082                                    | 53                                     | 橋本龍太郎                             |                                        | 第1次橋本内閣                                                 | 1996年1月11日- 1996年11月7日           | 302日                                  | 302日                                                    | - 自社さ連立政権 - 自由民主党総裁 - 衆議院解散（第41回） | 明仁 (1989年1月7日-2019年4月30日)       | [ 62 ]                                 |                                        |
| 083                                    | 53                                     | 橋本龍太郎                             | 第2次橋本内閣 - 改造内閣               | 1996年11月7日- 1998年7月30日                                  | 631日                                  | 932日                                  | - 自由民主党政権 - 自由民主党総裁 - 参院選敗北により辞任 | | 明仁 (1989年1月7日-2019年4月30日)       | [ 62 ]                                 |                                        |
| 084                                    | 54                                     | 小渕恵三                               | 小渕恵三                               | 小渕内閣 - 第1次改造内閣 - 第2次改造内閣                      | 1998年7月30日- 2000年4月5日            | 616日                                  | 616日                                                    | - 自由民主党政権 →自自連立政権 →自自公連立政権 →自公保連立政権 - 自由民主党総裁 - 病気のため辞任その後、死去                                                                                                   | 明仁 (1989年1月7日-2019年4月30日)       | [ 63 ]                                 |                                        |
| 085                                    | 55                                     | 森喜朗                                 | 森喜朗                                 | 第1次森内閣                                                   | 2000年4月5日- 2000年7月4日             | 91日                                   | 91日                                                     | - 自公保連立政権 - 自由民主党総裁 - 衆議院解散（第42回） | 明仁 (1989年1月7日-2019年4月30日)       | [ 64 ]                                 |                                        |
| 086                                    | 55                                     | 森喜朗                                 | 森喜朗                                 | 第2次森内閣 - 改造内閣（再編前） - 改造内閣（再編後）         | 2000年7月4日- 2001年4月26日            | 297日                                  | 387日                                                    | - 自公保連立政権 - 自由民主党総裁 - 内閣支持率の低下を受け辞任 | 明仁 (1989年1月7日-2019年4月30日)       | [ 64 ]                                 |                                        |
| 087                                    | 56                                     | 小泉純一郎                             | 小泉純一郎                             | 第1次小泉内閣 - 第1次改造内閣 - 第2次改造内閣                 | 2001年4月26日- 2003年11月19日          | 938日                                  | 938日                                                    | - 自公保連立政権 - 自由民主党総裁 - 衆議院解散（第43回） | 明仁 (1989年1月7日-2019年4月30日)       | -                                      |                                        |
| 088                                    | 56                                     | 小泉純一郎                             | 小泉純一郎                             | 第2次小泉内閣 - 改造内閣                                      | 2003年11月19日- 2005年9月21日          | 673日                                  | 1610日                                                   | - 自公保連立政権 →自公連立政権 - 自由民主党総裁 - 衆議院解散（第44回） | 明仁 (1989年1月7日-2019年4月30日)       | -                                      |                                        |
| 089                                    | 56                                     | 小泉純一郎                             | 小泉純一郎                             | 第3次小泉内閣 - 改造内閣                                      | 2005年9月21日- 2006年9月26日           | 371日                                  | 1980日                                                   | - 自公連立政権 - 自由民主党総裁 - 総裁任期満了で退任 | 明仁 (1989年1月7日-2019年4月30日)       | -                                      |                                        |
| 090                                    | 57                                     | 安倍晋三                               | 安倍晋三                               | 第1次安倍内閣 - 改造内閣                                      | 2006年9月26日- 2007年9月26日           | 366日                                  | 366日                                                    | - 自公連立政権 - 自由民主党総裁 - 病気のため辞任 | 明仁 (1989年1月7日-2019年4月30日)       | [ 67 ]                                 |                                        |
| 091                                    | 58                                     | 福田康夫                               | 福田康夫                               | 福田内閣 - 改造内閣                                           | 2007年9月26日- 2008年9月24日           | 365日                                  | 365日                                                    | - 自公連立政権 - 自由民主党総裁 - 内閣支持率の低下を受け辞任 | 明仁 (1989年1月7日-2019年4月30日)       | [ 68 ]                                 |                                        |
| 092                                    | 59                                     | 麻生太郎                               | 麻生太郎                               | 麻生内閣                                                      | 2008年9月24日- 2009年9月16日           | 358日                                  | 358日                                                    | - 自公連立政権 - 自由民主党総裁 - 衆議院解散（第45回） - 衆院選敗北により辞任 | 明仁 (1989年1月7日-2019年4月30日)       | [ 69 ]                                 |                                        |
| 093                                    | 60                                     | 鳩山由紀夫                             | 鳩山由紀夫                             | 鳩山内閣                                                      | 2009年9月16日- 2010年6月8日            | 266日                                  | 266日                                                    | - 民社国連立政権 →民国連立政権 - 民主党代表 - 内閣支持率の低下を受け辞任 | 明仁 (1989年1月7日-2019年4月30日)       | [ 70 ]                                 |                                        |
| 094                                    | 61                                     | 菅直人                                 | 菅直人                                 | 菅内閣 - 第1次改造内閣 - 第2次改造内閣                        | 2010年6月8日- 2011年9月2日             | 452日                                  | 452日                                                    | - 民国連立政権 - 民主党代表 - 予算・関連法成立に伴い辞任 | 明仁 (1989年1月7日-2019年4月30日)       | -                                      |                                        |
| 095                                    | 62                                     | 野田佳彦                               | 野田佳彦                               | 野田内閣 - 第1次改造内閣 - 第2次改造内閣 - 第3次改造内閣      | 2011年9月2日- 2012年12月26日           | 482日                                  | 482日                                                    | - 民国連立政権 - 民主党代表 - 衆議院解散（第46回） - 衆院選敗北により辞任 | 明仁 (1989年1月7日-2019年4月30日)       | -                                      |                                        |
| 096                                    | (57)                                   | 安倍晋三                               | 安倍晋三                               | 第2次安倍内閣 - 改造内閣                                      | 2012年12月26日- 2014年12月24日         | 729日                                  | 1095日                                                   | - 自公連立政権 - 自由民主党総裁 - 衆議院解散（第47回） | 明仁 (1989年1月7日-2019年4月30日)       | -                                      |                                        |
| 097                                    | (57)                                   | 安倍晋三                               | 安倍晋三                               | 第3次安倍内閣 - 第1次改造内閣 - 第2次改造内閣 - 第3次改造内閣 | 2014年12月24日- 2017年11月1日          | 1044日                                 | 2138日                                                   | - 自公連立政権 - 自由民主党総裁 - 衆議院解散（第48回） | 明仁 (1989年1月7日-2019年4月30日)       | -                                      |                                        |
| 098                                    | (57)                                   | 安倍晋三                               | 安倍晋三                               | 第4次安倍内閣 - 第1次改造内閣 - 第2次改造内閣                 | 2017年11月1日 - 2020年9月16日          | 1051日                                 | 3188日                                                   | - 自公連立政権 - 自由民主党総裁 - 病気のため辞任 | 明仁 (1989年1月7日-2019年4月30日)       | -                                      |                                        |
| 令和時代（2019年 - 現在）              |                                        |                                        |                                        |                                                               |                                        |                                        |                                                          | |                                         |                                        |                                        |
| 099                                    | 63                                     | 菅義偉                                 | 菅義偉                                 | 菅内閣                                                        | 2020年9月16日- 2021年10月4日           | 384日                                  | 384日                                                    | - 自公連立政権 - 自由民主党総裁 - 総裁任期満了で退任 | 徳仁(2019年5月1日-)                     | -                                      |                                        |
| 100                                    | 64                                     | 岸田文雄                               | 岸田文雄                               | 第1次岸田内閣                                                 | 2021年10月4日- 2021年11月10日          | 38日                                   | 38日                                                     | - 自公連立政権 - 自由民主党総裁 - 衆議院解散（第49回） | 徳仁(2019年5月1日-)                     |                                        |                                        |
| 101                                    | 64                                     | 岸田文雄                               | 岸田文雄                               | 第2次岸田内閣 - 第1次改造内閣 - 第2次改造内閣                 | 2021年11月10日- 2024年10月1日          | 1057日                                 | 1094日                                                   | - 自公連立政権 - 自由民主党総裁 - 総裁任期満了で退任 | 徳仁(2019年5月1日-)                     |                                        |                                        |
| 102                                    | 65                                     | 石破茂                                 | 石破茂                                 | 第1次石破内閣                                                 | 2024年10月1日- 2024年11月11日          | 42日                                   | 42日                                                     | - 自公連立政権 - 自由民主党総裁 - 衆議院解散（第50回） | 徳仁(2019年5月1日-)                     |                                        |                                        |
| 103                                    | 65                                     | 石破茂                                 | 石破茂                                 | 第2次石破内閣                                                 | 2024年11月11日-                        | 281日                                  | 322日                                                    | - 自公連立政権 - 自由民主党総裁 | 徳仁(2019年5月1日-)                     |                                        |                                        |

- 代は、内閣（内閣総理大臣）の代数を表す。
- 期間、日数は、在職期間と在職日数を表す。ただし、在職期間が連続していない場合は、各次の在職日数を挙げ、最終次の在職日数の後に通算の在職日数を記載した。
- 内閣総理大臣が在任中に辞任・死去したことにより、正規首相が不在となってから後任が就任するまでの間、内閣総理大臣臨時代理、内閣総理大臣臨時兼任等に就いていた者も含める。(手術等、首相の在任中における一時的な職務不能による臨時代理等は当該記事を参照。)

## 存命中の内閣総理大臣経験者
2019年（令和元年）11月29日に中曽根康弘が死去したことで、存命中の総理大臣経験者は全員平成以降に就任した人物のみとなった。1924年（大正13年）生まれの村山富市以外、全員が昭和生まれである。
2024年（令和6年）11月7日現在、現職者の石破茂を除く存命中の内閣総理大臣経験者は、以下の11名である。
| 氏名       | 在任期間        | 生年月日               | 現所属政党 | 現在の政治活動                                                                    | 写真 |
| ---------- | --------------- | ---------------------- | ---------- | --------------------------------------------------------------------------------- | ---- |
| 細川護熙   | 1993年 ｰ 1994年 | 1938年1月14日（87歳）  | 無所属     | （1998年に議員を辞職し、政界引退。） （2014年東京都知事選挙に出馬、結果は落選。） |      |
| 村山富市   | 1994年 ｰ 1996年 | 1924年3月3日（101歳）  | 社会民主党 | （2000年の衆議院解散により議員を退任、政界引退。）                                |      |
| 森喜朗     | 2000年 ｰ 2001年 | 1937年7月14日（88歳）  | 自由民主党 | （2012年の衆議院解散により議員を退任、政界引退。）                                |      |
| 小泉純一郎 | 2001年 ｰ 2006年 | 1942年1月8日（83歳）   | 自由民主党 | （2009年の衆議院解散により議員を退任、政界引退。）                                |      |
| 福田康夫   | 2007年 ｰ 2008年 | 1936年7月16日（89歳）  | 自由民主党 | （2012年の衆議院解散により議員を退任、政界引退。）                                |      |
| 麻生太郎   | 2008年 ｰ 2009年 | 1940年9月20日（84歳）  | 自由民主党 | 衆議院議員 自由民主党最高顧問                                                     |      |
| 鳩山由紀夫 | 2009年 ｰ 2010年 | 1947年2月11日（78歳）  | 共和党     | （2012年の衆議院解散により議員を退任、政界引退。）                                |      |
| 菅直人     | 2010年 ｰ 2011年 | 1946年10月10日（78歳） | 立憲民主党 | （2024年の衆議院解散により議員を退任、政界引退。）                                |      |
| 野田佳彦   | 2011年 ｰ 2012年 | 1957年5月20日（68歳）  | 立憲民主党 | 衆議院議員 立憲民主党代表                                                         |      |
| 菅義偉     | 2020年 ｰ 2021年 | 1948年12月6日（76歳）  | 自由民主党 | 衆議院議員 自由民主党副総裁                                                       |      |
| 岸田文雄   | 2021年 ｰ 2024年 | 1957年7月29日（68歳）  | 自由民主党 | 衆議院議員                                                                        |      |